# Torre Bianca
Die Torre Bianca (deutsch: «Weisser Turm») befindet sich in der Gemeinde Bellinzona des Kantons Tessin in der Schweiz.
Der Torre Bianca ist ein Aussichtsturm innerhalb des Schlosses Castelgrande.
Die Aussichtsplattform ermöglicht eine Sicht über Bellinzona und diverse Berge der Tessiner Alpen.

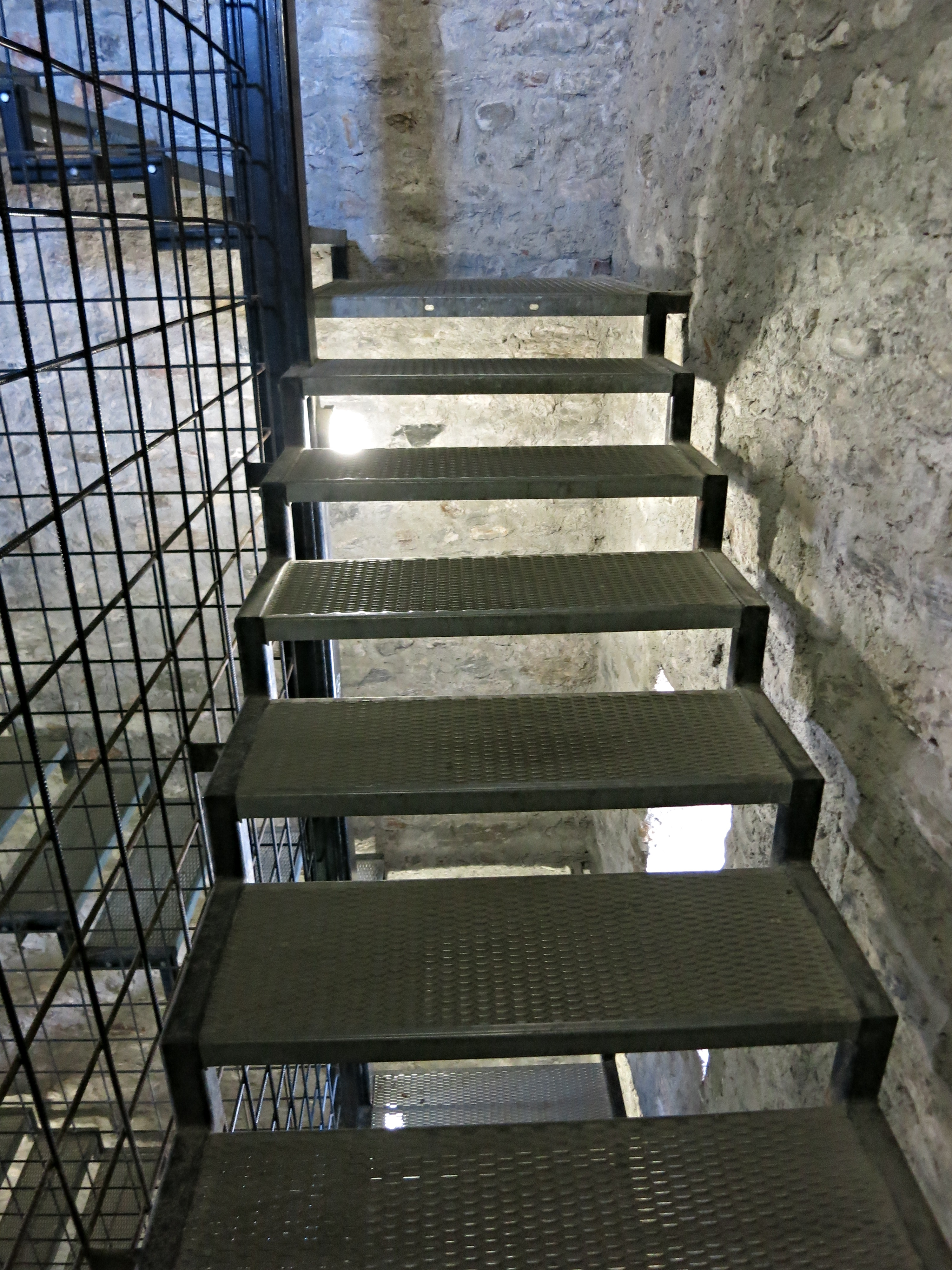
Untere Treppe
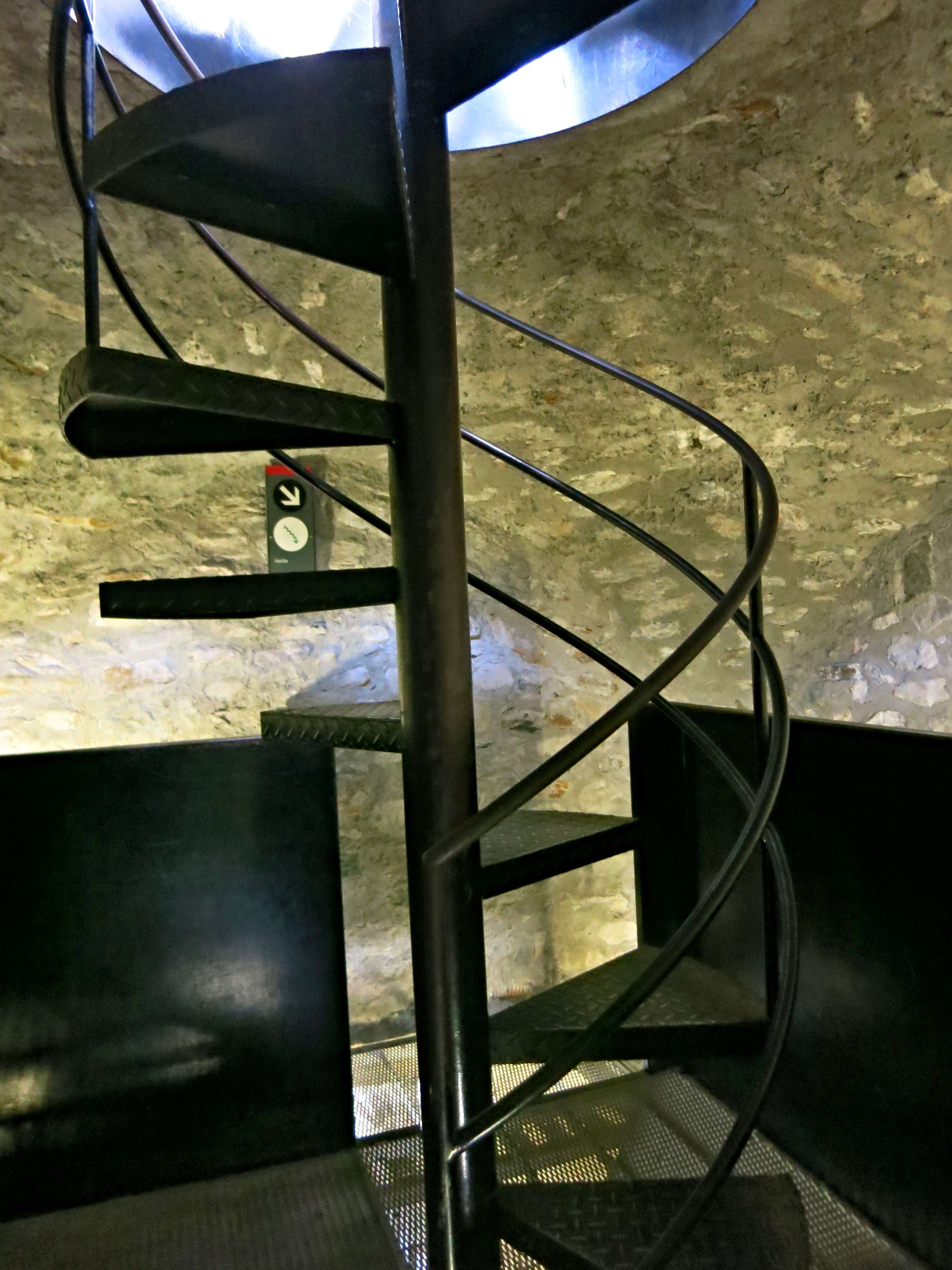
Obere Treppe
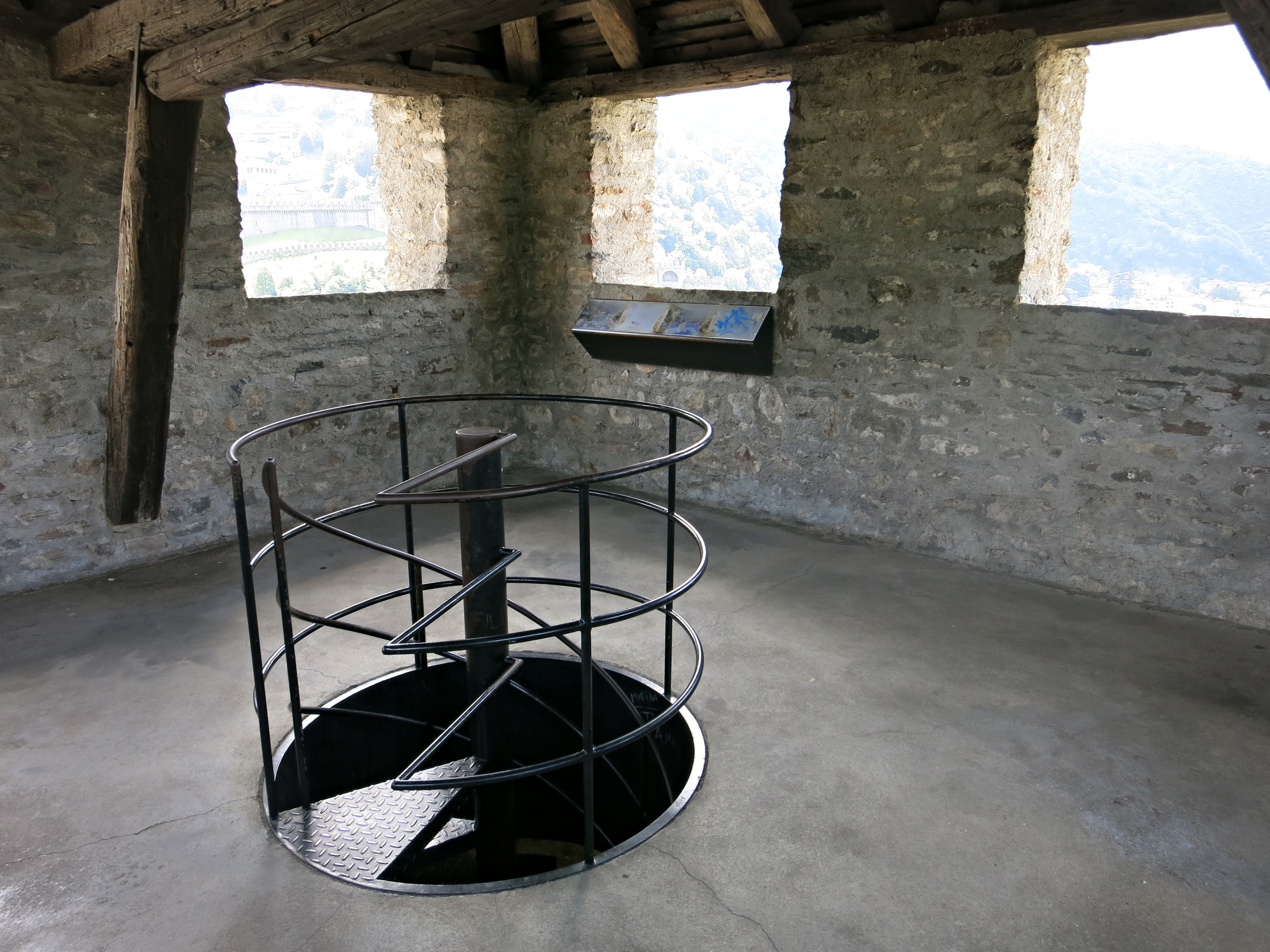
Aussichtsplattform